# Musix
O Musix GNU+Linux é uma distribuição do Sistema Operacional GNU/Linux orientada ao segmento profissional e amador de áudio e MIDI. Hoje é desenvolvido conjuntamente por um grupo de colaboradores de diversos países, principalmente: Argentina, Brasil e Espanha. 
Baseado em Debian, Musix traz programas para uso cotidiano e ferramentas variadas para trabalho com áudio e MIDI. O sistema de detecção de hardware é derivado do Knoppix, de maneira que pode ser rodado configurando-se o boot da máquina via CD. Portanto, Musix não precisa ser instalado no disco rígido, embora também seja possível fazê-lo.
O Musix vem configurado para automaticamente reconhecer a(s) placa(s) de som existente(s) na máquina. Descarrega os módulos ALSA necessários, deixando o sistema de som pronto para uso. Os plugins necessários à manipulação de áudio já vem instalados. 
Programas para rede e escritório também estão presentes. Por estar baseado em Debian, um grande número de pacotes pŕe-compilados podem ser instalados para diversos tipos de aplicações.
Há uma variação do Musix adaptada à Língua Portuguesa falada no Brasil. Trata-se do Musix-Br. O Musix-Br, na sua versão 1.0 (2008) consiste em uma remasterização do Musix Internacional. Já a versão 2.0 (2009) é um projeto novo, iniciado do zero, e toma por base Debian Lenny.

## Artigos relacionados
- BORGES, Gilberto André. Musix GNU Linux na sala de aula. Possibilidades de uso de softwares livres na Educação Musical. Acessível em www.musicaeeducacao.mus.br/artigos/gilbertoborges_softwareslivreseeducacaomusical.pdf[ligação inativa]. Florianópolis: 2007